# 우랄 국가판무관부
우랄 국가판무관부(RKU, 독일어: Reichkommissariat Ural 라이히코미사리아트 우랄[*])는 나치 독일이 제2차 세계 대전 중 우랄산맥 일대에 설치하려고 했던 국가판무관부이다.